# 歐洲對外事務部
歐洲對外事務部（又譯欧盟对外行动署、欧洲对外行动署）是歐洲聯盟的外交部及軍事統籌機構，專責執行歐盟共同外交與安全政策。於2009年12月1日《里斯本條約》簽定後籌組成立，2010年12月1日正式運作；由歐盟外交和安全政策高級代表率領。
歐洲對外事務部處理歐洲聯盟的危機反應，與歐洲委員會共用的能力範圍內合作。歐洲對外事務部只有提議及執行歐盟外交權力，外交決策權在歐盟理事會屬下歐洲聯盟外交事務委員會會同外交和安全政策高級代表手上。

## 組織架構

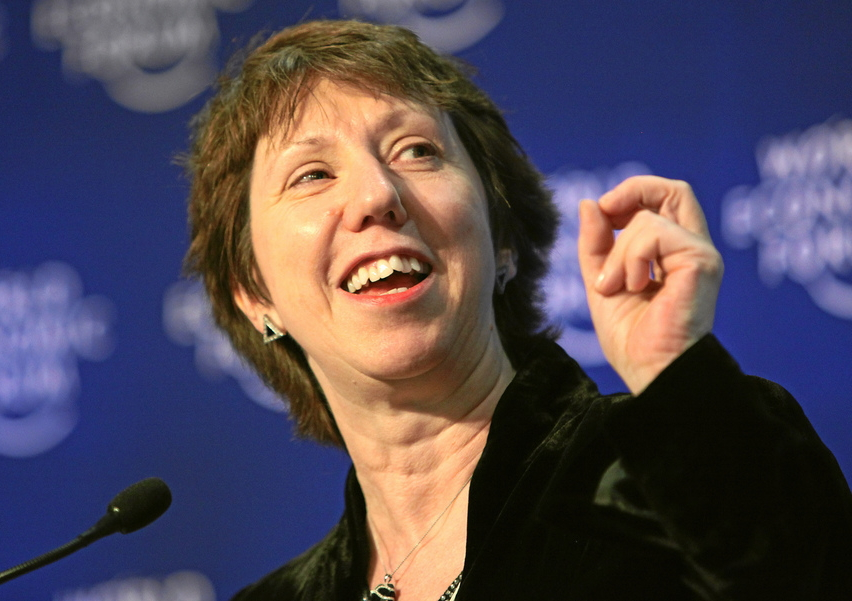
歐洲對外事務部支援外交和安全政策高級代表執行歐盟政策。

對外事務部的成立既定於里斯本條約第十三條。歐洲對外事務部管理歐盟外交、治安及防務政策；但最終決策權仍在歐盟委員會及全部成員國手上。
對外事務部屬下有七大洲範疇司、全球及多國問題範疇、危機應變範疇、歐盟軍事參謀處。

## 駐外使節
由2010年元旦開始，所有歐洲委員會駐外使節全部升格改名為歐盟使節，兼接手歐盟輪任主席國，其外交部處理六個月對外事務職責。某成員國因此新代表途經，有權關閉非繁忙使節而節省開支。每位大使或辦事處主任，均由歐盟外交和安全政策高級代表委任。 

## 核准預算
歐洲對外事務部的預算，及每間對外使節的預算，由歐洲議會批准；亦同時終止行政與立法機關不理會細節的君子協定。2010年的外交預算被定為九百五十萬歐元，當架構正常運作後改升為三十億歐元。

## 總部地點
對外事務部總部位於比利時布魯塞爾舒曼圓環範圍的三角大廈，以每年一千三百五十萬歐元租用。